# مطار 6 أكتوبر
مطار 6 أكتوبر، هو مطار يقع علي بعد 20كم غرب مدينة السادس من أكتوبر في محافظة الجيزة، مصر. تبلغ مساحته 16 كم² ، ويحتوي مبني إداري، واستراحه، ويستوعب عدد كبير من طائرات التدريب (حوالي 30).
يعتبر المقر الرئيسي لنادي طيران الهواة (ASAC) بعد أن تم نقله من مطار امبابه عام 2007. هو أيضاً المقر الرئيسي للأكاديميه المصرية لعلوم الطيران (E.A.A) بكليتها الثلاث كليه مصر للطيران وكليه المراقبة الجوية وكليه اداره نظم الطيران. توجد دراسات من جانب الحكومة المصرية لجعله مطار للرحلات الداخلية.